# Zavala (Jelsa)
Zavala is een plaats in de gemeente Jelsa in de Kroatische provincie Split-Dalmatië. De plaats telt 144 inwoners (2001).